# لابرانزاگرانده
لابرانزاگرانده (انگلیسی: Labranzagrande) نام یک منطقه مسکونی در کلمبیا است.